# Traminda marcida
Traminda marcida là một loài bướm đêm trong họ Geometridae.